# Excursionisme als Països Catalans

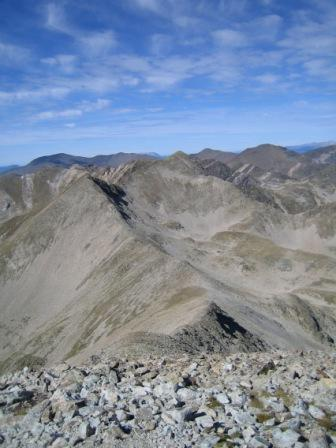
Pics de Freser i Infern des dels Bastiments, un dels cims clàssics de l'excursionisme català.

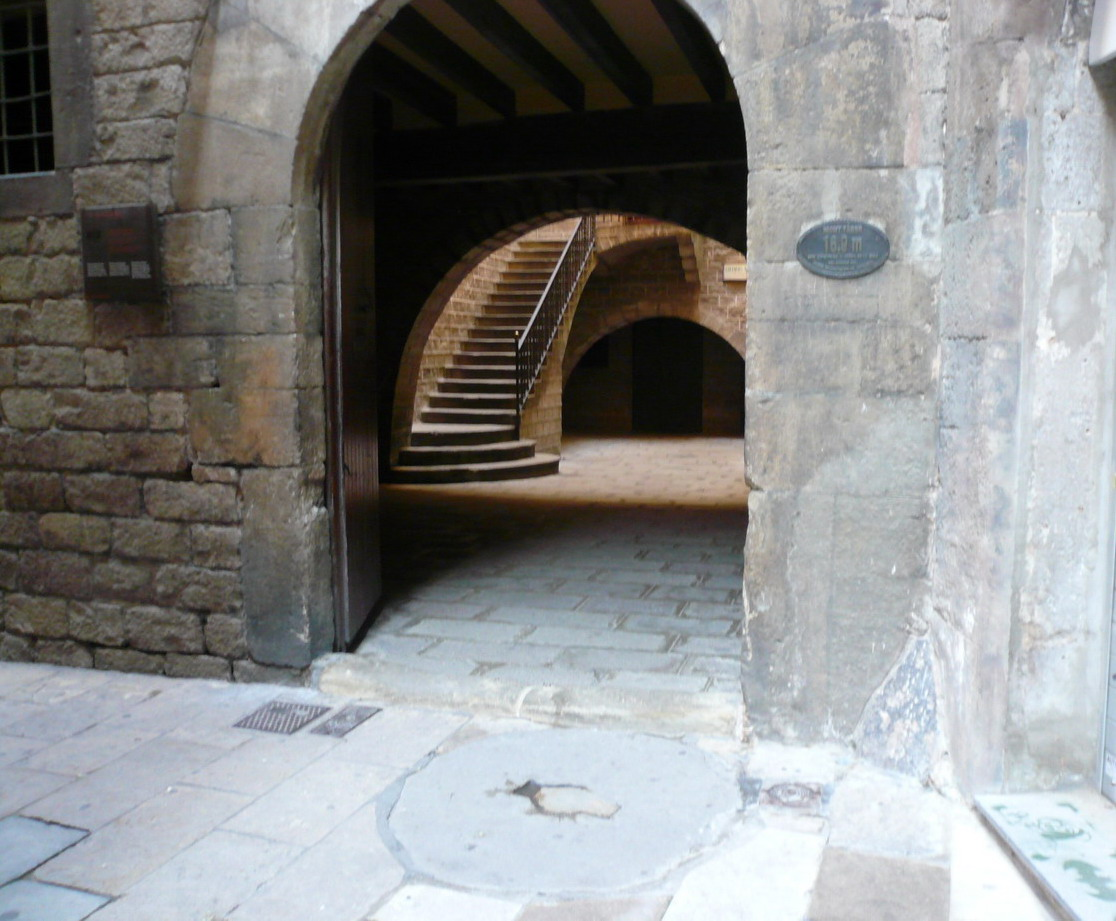
L'entrada a la seu del CEC al carrer del Paradís. La mola a terra davant de la porta assenyala el cim del mont Tàber

L'excursionisme als Països Catalans, i de forma especial, al Principat de Catalunya, va venir arran de les ganes de coneixement i estudis, juntament amb una creixent estima pel territori propi que va ressorgir durant la Renaixença. Tot això també va ser possible gràcies a les millores que van anar sorgint en temes de comunicacions i de la mateixa situació de la població; per exemple, l'enderrocament de les muralles de Barcelona (que obligaven a retornar a la ciutat a una hora fixa) el 1854 va afavorir l'interès per aquest esport, que anà lligat a inquietuds culturals, científiques i fins i tot polítiques.
Inicialment, l'excursionisme era practicat per persones concretes, i de forma aïllada, com per exemple, durant el segle xviii, Rafael d'Amat i de Cortada, baró de Maldà, va realitzar diverses excursions a diverses parts de Catalunya i del Rosselló. Ja el 1840 Pere Nolasc Bofill havia efectuat un viatge als Banys de la Presta; a Reus, el Centre de Lectura organitzà una pujada a la Mola de Colldejou (1860). Aviat geòlegs, historiadors, filòlegs, geògrafs, botànics, folkloristes, entre d'altres, emprengueren viatges i recerques sobre gran nombre d'aspectes del país. El procés culminà amb la creació de la primera entitat excursionista d'importància, a Barcelona: l'Associació Catalanista d'Excursions Científiques (1876). Discrepàncies de criteri originaren una nova societat: l'Associació d'Excursions Catalana (1878), però el 1890 hom les fusionà totes dues en una de sola: el Centre Excursionista de Catalunya.
Al País Valencià els primers corrents excursionistes van derivar en unes inicials sortides dutes a terme per l'associació Lo Rat Penat, i el Sindicat d'Iniciativa de Vernet va néixer el 1907 al Rosselló.